# Sulaiman Al-Mazroui
Sulaiman Al-Mazroui (en árabe: سليمان خميس حميد المزروعي‎; Omán, 13 de septiembre de 1972) es un exfutbolista de Omán que jugaba en la posición de guardameta.

## Carrera

### Club
Jugó toda su carrera con el Muscat Club de 1992 a 2009, con el que fue dos veces campeón nacional, ganó tres copas nacionales y jugó la Copa de la AFC 2007.

### Selección nacional
Jugó para Omán en 45 ocasiones de 1993 a 2009, participó en la Copa Asiática 2007, dos ediciones de los Juegos Asiáticos y en dos eliminatorias mundialistas.

## Logros
- Liga Profesional de Omán (2): 2002-03, 2005-06
- Copa del Sultán Qabus (1): 2003
- Supercopa de Omán (2): 2004, 2005